# Берзе ле Шател
Берзе ле Шател (фр. Berzé-le-Châtel) насеље је и општина у источном делу централне Француске у региону Бургоња, у департману Саона и Лоара која припада префектури Макон.
По подацима из 2011. године у општини је живело 59 становника, а густина насељености је износила 10,67 становника/km². Општина се простире на површини од 5,53 km². Налази се на средњој надморској висини од 349 метара (максималној 590 m, а минималној 304 m).

## Демографија
| 1962. | 1968. | 1975. | 1982. | 1990. | 1999. | 2011. |
| ----- | ----- | ----- | ----- | ----- | ----- | ----- |
| 37    | 60    | 81    | 75    | 65    | 69    | 59    |

График промене броја становника у току последњих година